# Sowno (powiat gryficki)
Sowno – wieś sołecka w Polsce położona w województwie zachodniopomorskim, w powiecie gryfickim, w gminie Płoty.
W latach 1946–1998 miejscowość należała administracyjnie do województwa szczecińskiego.
W 2002 roku wieś liczyła 50 budynków (47 mieszkalnych), w nich 72 mieszkań ogółem, z nich 71 zamieszkane stale. Z 72 mieszkań zamieszkanych 12 mieszkań wybudowano przed 1918 rokiem, 56 — między 1918 a 1944 rokiem, 3 — między 1945 a 1970 i 1 — między 1979 a 1988.
Od 332 osób 101 było w wieku przedprodukcyjnym, 141 — w wieku produkcyjnym mobilnym, 54 — w wieku produkcyjnym niemobilnym, 36 — w wieku poprodukcyjnym. Od 263 osób w wieku 13 lat i więcej 3 mieli wykształcenie wyższe, 41 — średnie, 72 — zasadnicze zawodowe, 133 — podstawowe ukończone i 14 — podstawowe nieukończone lub bez wykształcenia.
W Sownie mieści się zakład produkujący kleje i zaprawy budowlane.

## Ludność[2]
W 2011 roku w miejscowości żyło 313 osób, z nich 152 mężczyzn i 161 kobiet; 76 było w wieku przedprodukcyjnym, 133 — w wieku produkcyjnym mobilnym, 67 — w wieku produkcyjnym niemobilnym, 37 — w wieku poprodukcyjnym.